# Vanessa White
Vanessa Karen White (Yeovil, 30 ottobre 1989) è una cantante britannica.
Dal 2007 al 2014 è stata una delle componenti del girl group The Saturdays, assieme a Frankie Bridge, Una Healy, Rochelle Humes e Mollie King.

## Discografia solista

### EP
- 2016 - Chapter One

### Singoli
- 2015 - Don't Wanna Be Your Lover
- 2016 - Nostalgia
- 2016 - Low Key (feat. Illa J)
- 2017 - Good Good